# Val Suran
Val Suran község Franciaország Burgundia-Franche-Comté régiójában, Jura megyében. Új községként 2017. január 1-jén jött létre Bourcia, Louvenne, Saint-Julien és Villechantria község egyesítésével. A korábbi községek egyesülésekor az új község lélekszáma 854 fő lett. Lakosainak száma 782 fő (2022. január 1.).

## Népesség
| Lakosok száma | 831  | 807  | 787  | 787  | 787  | 787  | 782  | 782  |
|               | 2013 | 2015 | 2017 | 2018 | 2019 | 2020 | 2021 | 2022 |